# Flaggen und Wappen der französischen Überseegebiete
Diese Liste zeigt die Flaggen und Wappen der französischen Überseegebiete.

## Liste
| Lage                                          | Wappen                                        | Flagge                                        | Gebiet                                                 |
| Départements et régions d'outre-mer (DOM-ROM) | Départements et régions d'outre-mer (DOM-ROM) | Départements et régions d'outre-mer (DOM-ROM) | Départements et régions d'outre-mer (DOM-ROM)          |
| --------------------------------------------- | --------------------------------------------- | --------------------------------------------- | ------------------------------------------------------ |
|                                               |                                               | Französisch-Guayana                           | Französisch-Guayana                                    |
|                                               |                                               | Guadeloupe                                    | Guadeloupe                                             |
|                                               |                                               | Martinique                                    | Martinique                                             |
|                                               |                                               | Mayotte                                       | Mayotte                                                |
|                                               |                                               | Réunion                                       | Réunion                                                |
| Collectivité d’outre-mer (COM)                |                                               |                                               |                                                        |
|                                               |                                               |                                               | Französisch-Polynesien                                 |
|                                               |                                               |                                               | Saint Barthélemy                                       |
|                                               |                                               | Saint-Martin                                  | Saint-Martin (französischer Teil der Insel St. Martin) |
|                                               |                                               |                                               | Saint-Pierre und Miquelon                              |
|                                               |                                               |                                               | Wallis und Futuna                                      |
| Collectivité sui generis                      |                                               |                                               |                                                        |
|                                               |                                               | Neukaledonien · Neukaledonien                 | Neukaledonien                                          |
| Territoire d'outre-mer                        |                                               |                                               |                                                        |
|                                               |                                               |                                               | Clipperton-Insel                                       |
|                                               |                                               |                                               | Französische Süd- und Antarktisgebiete                 |